# Dubóvoie (Sakhalín)
Dubóvoie (en rus: Дубовое) és un poble de l'óblast de Sakhalín, a l'Extrem Orient de Rússia, que en el cens del 2010 tenia 565 habitants.